# Nesolestes drocera
Nesolestes drocera – gatunek ważki z rodziny Argiolestidae.
Owad ten jest endemitem Madagaskaru. Znany jest tylko z okazu typowego odłowionego w 1949 roku w pobliżu miasta Maroantsetra w północno-wschodniej części wyspy.